# Tasso Fragoso
Pour les articles homonymes, voir Tasso (homonymie).
Tasso Fragoso est une municipalité brésilienne située dans l'État du Maranhão.